# Billeben

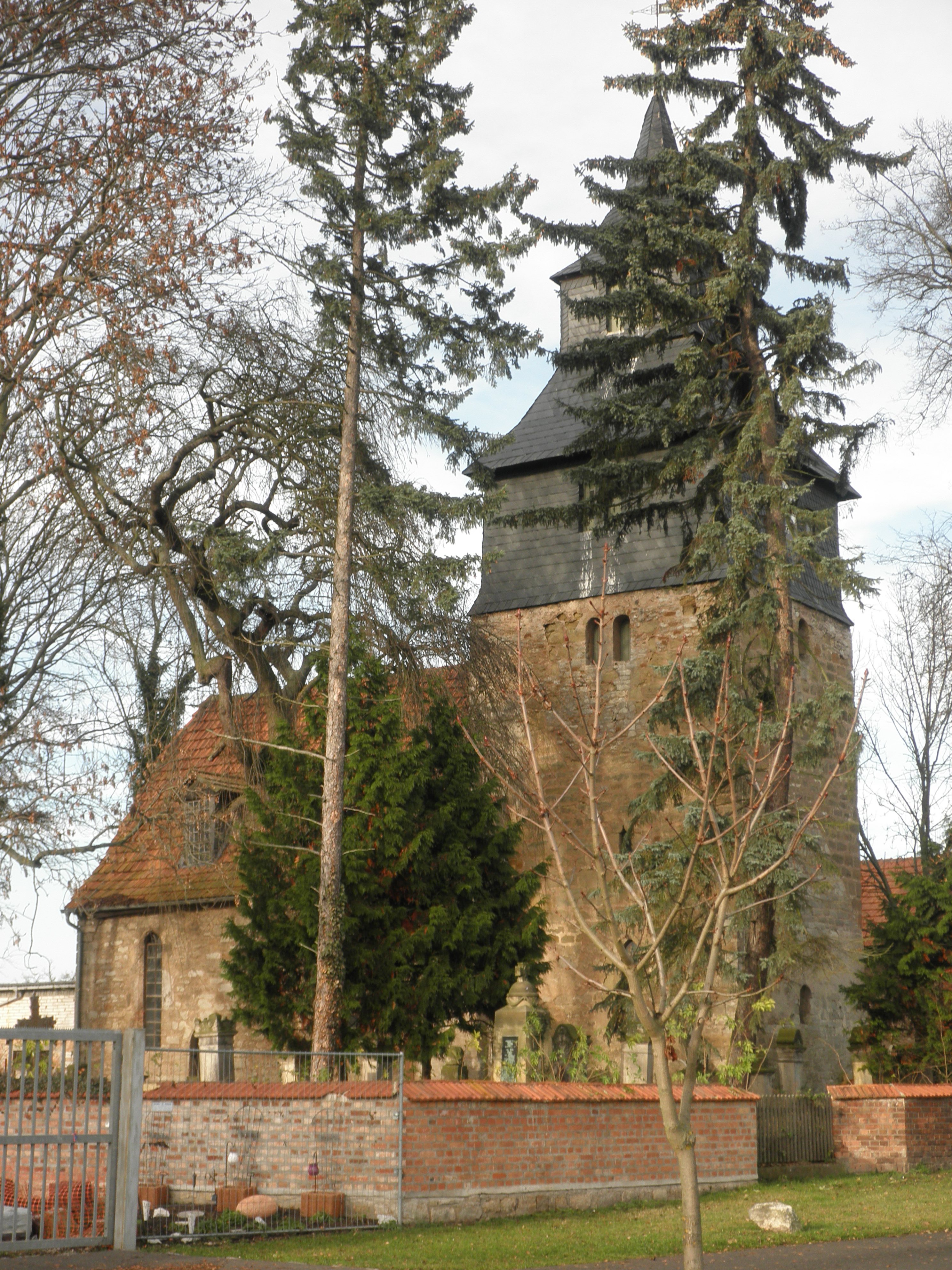
Kirche St. Petri in Billeben (2012)

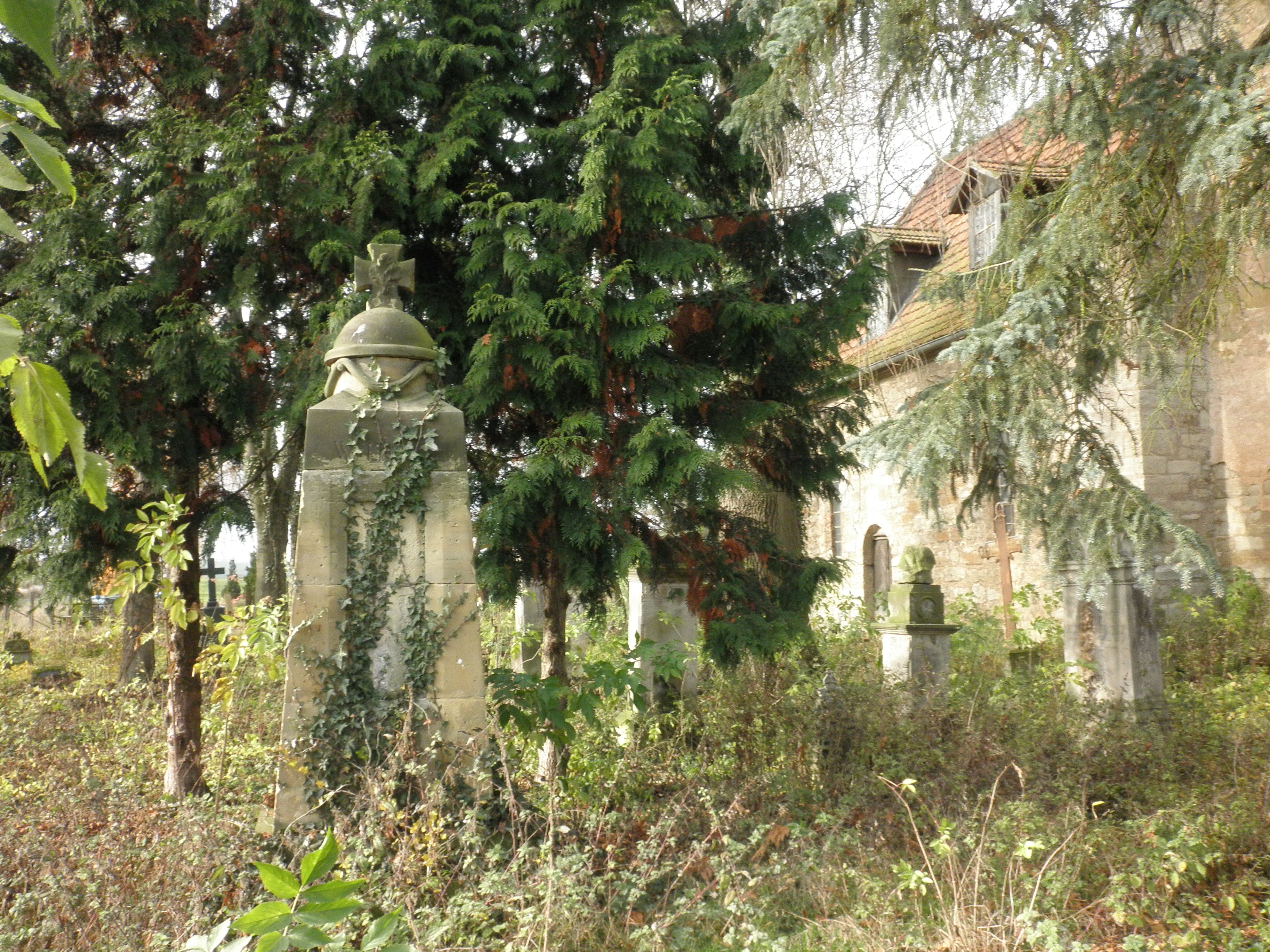
Kirchhof in Billeben (2012)

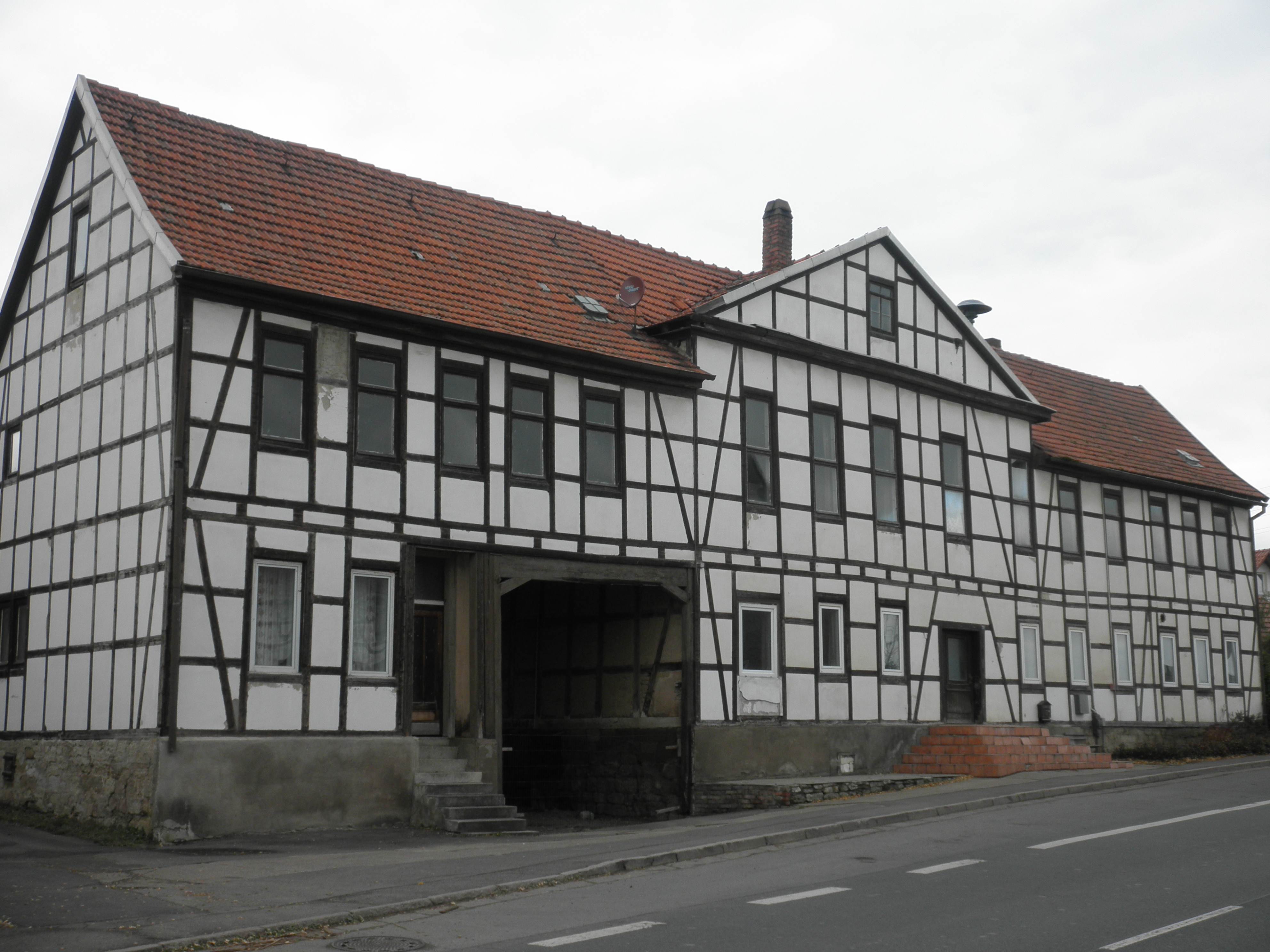
Früheres Gut in Billeben (2012)

Billeben ist ein Ortsteil der Gemeinde Abtsbessingen im Kyffhäuserkreis in Thüringen.

## Geografie
Billeben liegt eineinhalb Kilometer westlich von Abtsbessingen und zwei Kilometer südlich von Ebeleben an der Bundesstraße 84. Es befindet sich in einem fruchtbaren Ackerbaugebiet im nordwestlichen Teil des Thüringer Beckens.

## Geschichte
Erstmals wurde Billeben von 780 bis 802 urkundlich erwähnt.
Die frühe Ersterwähnung deutet darauf hin, dass die Angeln und Warnen, wie in Ebeleben und im erweiterten Umland, an der Besiedlung und Gründung des Ortes beteiligt waren.
Im Jahr 1130 war Billeben im Besitz von Gräfin Heilinburg von Gleichen. Diese trat den Ort zu jener Zeit an den Landgrafen von Thüringen, Ludwig I., ab. Mithilfe der Herren von Ebeleben kaufte das Kloster Volkenroda den Ort im Jahr 1268. Dabei wurde dem Kloster das Vogteirecht überlassen. Im Jahr 1308 ging Billeben für 300 Mark an die Brüder Ludolph von Ebeleben. Erst 1372 trugen Apel und Ludolph von Ebeleben ihre Herrschaft, wozu Billeben gehörte, den Grafen von Schwarzburg zu Lehen auf. Vollständig in den Besitz der Grafen von Schwarzburg kamen Billeben und die Herrschaft Ebeleben im Jahr 1616. Bis 1918 gehörte der Ort im Amt Ebeleben nun zur Unterherrschaft des Fürstentums Schwarzburg-Sondershausen.

## Kultur und Sehenswürdigkeiten
- Das älteste in Deutschland gefundene Sparschwein stammt aus Billeben. Bislang geht die Forschung von einer Entstehung zwischen dem 11. und 15. Jahrhundert aus. Die hochmittelalterliche Plastik mit einer Länge von rund 20 cm befindet sich im Depot des Museums für Ur- und Frühgeschichte in Weimar.
- Die evangelische Kirche St. Petri ist im Kern eine romanische Chorturmkirche. Sie erfuhr im 15. Jahrhundert, 1656 und im 18. Jahrhundert Veränderungen. Die Baumaßnahme von 1656 befahl Ludwig Günther II. wegen des baufälligen Zustands. Hierbei ließ dieser in seinem Landesteil eine Kollekte ausschreiben und bat seinen Bruder Anton Günther I., dies ebenfalls in seinem Landesteil zu tun. Innenrenovierungen geschahen im 18. Jahrhundert und 1936. Die zweiachsige Saalkirche hat einen strebepfeilerartigen Übergang zum Turm. An der Südseite befinden sich wie an der südlichen Turmseite spätgotische Vorhangbogenfenster. Die ursprünglichen Schallöffnungen fungieren als rund- und spitzbogige Zwillingsfenster. Das Glockengeschoss in Fachwerk ist mit einem Zeltdach laternenbekrönt. Im Inneren findet sich eine Holztonne und eine zweigeschossige dreiseitige Empore. Während die Kanzel von 1774 ist, sind die Glocken von 1653 und 1799. Diese zersprangen insgesamt dreimal und wurden 1799, 1827 und 1844 umgegossen.[2][3]

## Persönlichkeiten
- Otto Früh (1866–1944), Politiker (DDP)